# Cambridgea ambigua
Cambridgea ambigua är en spindelart som beskrevs av A. David Blest och Vink 2000. Cambridgea ambigua ingår i släktet Cambridgea och familjen Stiphidiidae. Inga underarter finns listade.